# Pipestone National Monument

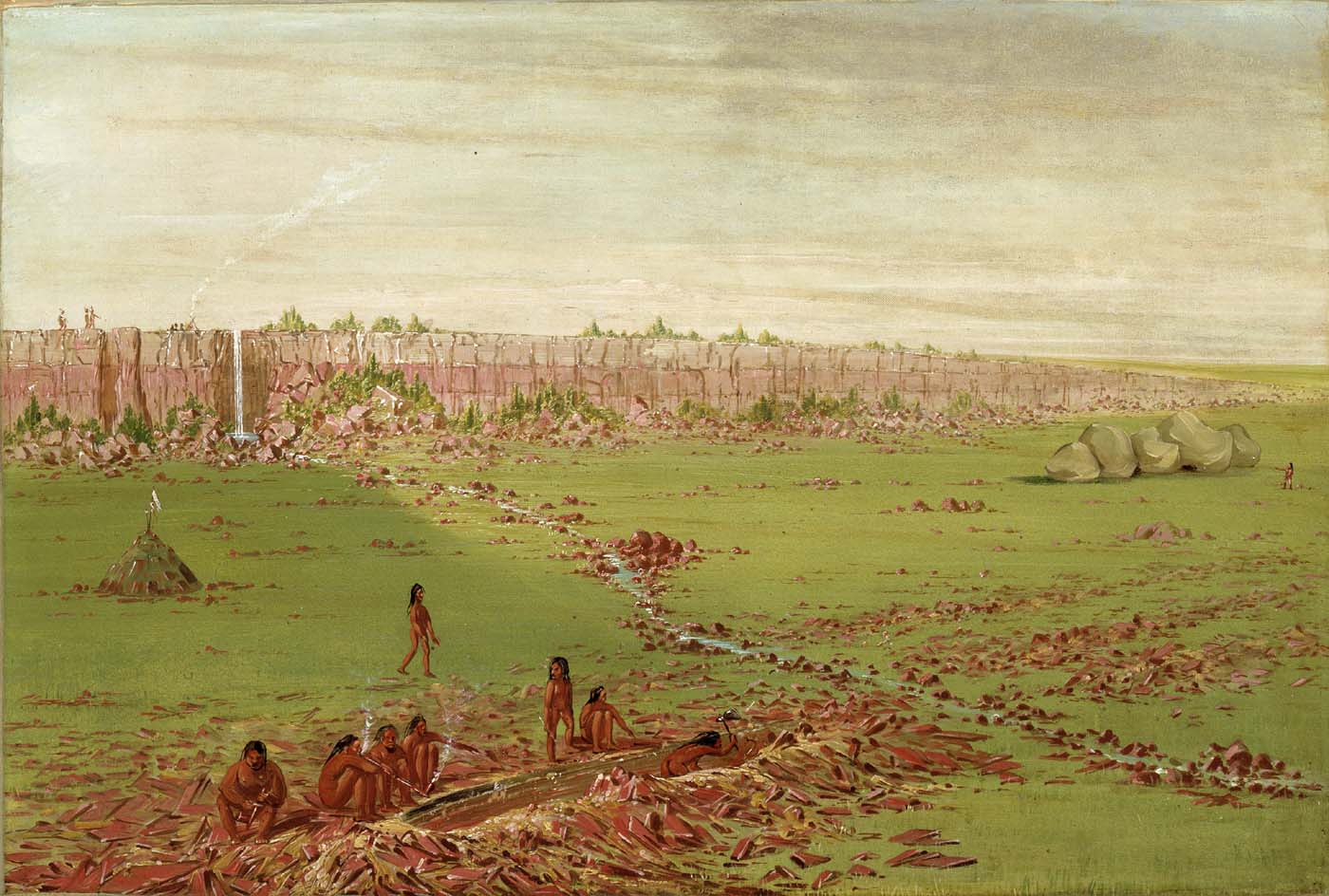
Die Steinbrüche. Gemälde von George Catlin, 1836

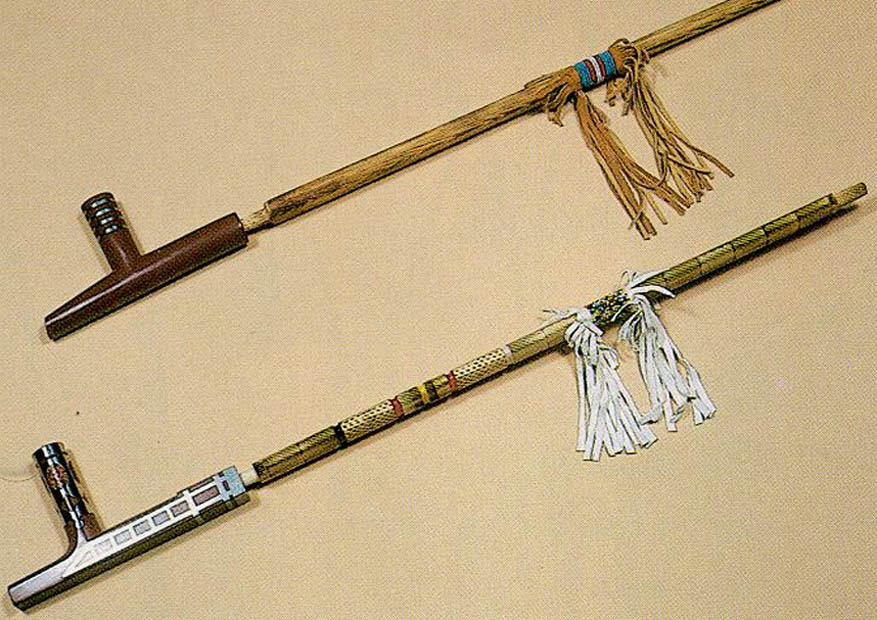
Pfeifenköpfe in T-Form (hier von Weißen den indianischen Formen nachempfunden)

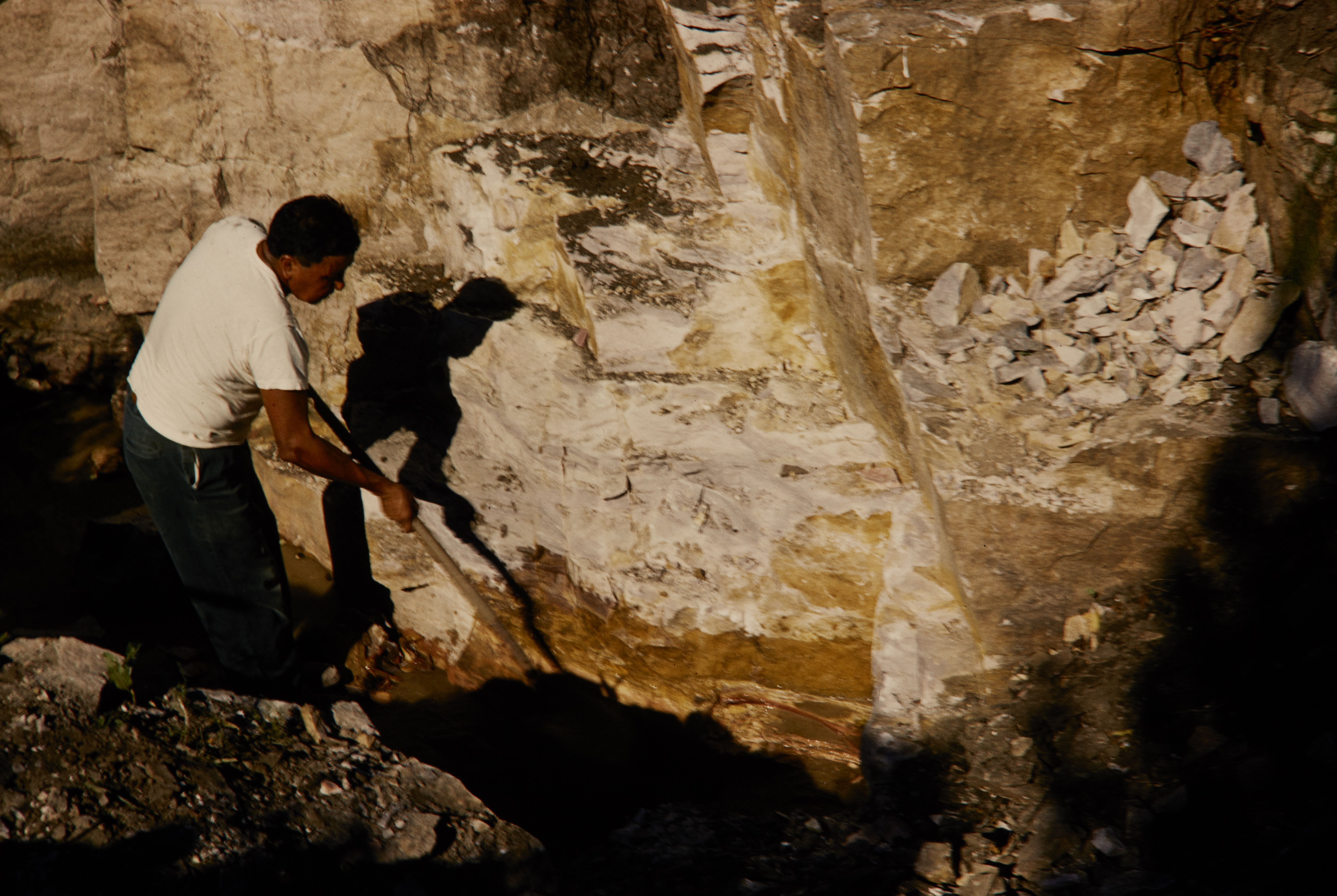
Standing Eagle (Geo Bryan) arbeitet in einem der Steinbrüche, 1961

Pipestone National Monument ist eine Gedenkstätte vom Typ eines National Monuments im Südwesten des US-Bundesstaates Minnesota, nahe der Grenze zu South Dakota. Sie bewahrt die Steinbrüche des „Heiligen Tonsteins“, aus dem Prärie-Indianer die Köpfe ihrer Calumets geschnitten haben und bis heute schneiden.
Die Steinbrüche wurden 1928 von den Yankton-Sioux an die Bundesregierung verkauft, 1937 wurde das National Monument eingerichtet. Es steht unter der Verwaltung des National Park Service und gehört nach Größe und Besucherzahl zu den kleinen Einrichtungen des NPS.

## Catlinit
Der rote Stein in Pipestone ist Catlinit. Dieser spezielle Tonstein ist nahezu frei von Quarz und wird nur im heutigen Schutzgebiet gefunden. Er liegt in dünnen Schichten unter und zwischen wesentlich dickeren Lagen Quarzits aus dem Statherium, vor etwa 1630–1750 mya. Sowohl der sogenannte Sioux-Quarzit als auch der Catlinit sind ursprünglich aus Sedimenten entstanden, der Quarzit ging in geologisch langer Zeit aus Sanden hervor, deren Quarzanteile sich unter Druck verbanden und so die Härte von Stahl erreichten. Er ist also ein metamorphes Gestein. Der Catlinit besteht aus Pyrophyllit, Diaspor, Muskovit und Kaolinit. Spuren von Hämatit geben dem Stein seine rote Farbe. Er ist wesentlich weicher als der Quarzit und konnte daher auch mit Knochenwerkzeugen geschnitzt werden. Es sind nur fünf dünne Schichten von Catlinit in einem schmalen Streifen von rund einem Kilometer Länge bekannt.
Benannt ist Catlinit nach George Catlin, einem Maler und Autor, der in den 1830er Jahren in den Westen der Vereinigten Staaten ging und auch über die Mythologie der indianischen Pfeifen berichtete.

## Geschichte
Die Steinbrüche von Pipestone wurden schon vor etwa 3000 Jahren erschlossen. Artefakte aus Catlinit wurden in einem weiten Raum gefunden, der sich vom heutigen Ohio, bis South Dakota und bis zum Kansas River erstreckt. Seit dem frühen 18. Jahrhundert wurden sie von den Yankton-Sioux kontrolliert. Sie gewannen den Tonstein, der von allen Prärieindianern als bestes Material für ihre Pfeifen anerkannt war, und handelten ihn durch die gesamten Great Plains. Gestützt auf den Stein und andere Güter versuchten die Yankton, andere Völker weiter westlich zu unterwerfen und ihnen den Zugang zu ihrem Gebiet und dessen Ressourcen zu verwehren.
Erst im 19. Jahrhundert berichteten Weiße von den Steinbrüchen. Die Pfeifen und den Stein kannten sie seit dem 17. Jahrhundert, aber die Herkunft des Materials war für sie von nur geringem Interesse. 1831 oder 1832 entstand der erste ausführlichere Bericht, um 1835 gewann wohl Joseph LaFramboise, ein Händler für die American Fur Company und selbst teilweise Indianer, Tonstein aus den Steinbrüchen. 1836 kam George Catlin in die Region und schuf ein bekanntes Gemälde, das die Quarzitklippe im Hintergrund zeigt, vor der Indianer in einem Steinbruch arbeiten. Die Findlinge im Bild prägen das Gebiet bis heute. Catlin berichtete auch ausführlich über die spirituelle Bedeutung der Pfeife und des Pfeifensteins.
In etwa derselben Zeit entwickelten sich die Formen der Pfeifenköpfe weiter. Es entstanden Tier- und Menschenfiguren, runde Scheibenformen und die typische T-Form. Die Pfeifen waren bei Weißen beliebt und die Schnitzarbeiten bekamen über die zeremonielle Funktion auch wirtschaftliche Bedeutung.
1855 schrieb Henry Wadsworth Longfellow sein episches Gedicht Das Lied von Hiawatha, das maßgeblich auf den Berichten Catlins beruhte. Es beginnt an den Steinbrüchen mit der Gottheit Gitche Manito, die das Kalumet aus Pfeifenstein raucht und alle Indianer zur Kooperation und Friedfertigkeit aufruft. Die Steinbrüche wurden nun auch in der Vorstellung der Weißen zu einem bekannten mythologischen Ort, auch wenn diese selbst kaum bekannt waren.
1838 kamen Joseph Nicollet und John Charles Fremont bei einer Expedition der US-Armee zu den Steinbrüchen; sechs Mitglieder ihrer Abteilung hinterließen ihre Namenszüge im Quarzitkliff, wo diese bis heute zu sehen sind. Und Nicollet veröffentlichte die erste Landkarte, auf der die Steinbrüche verzeichnet waren. Mit der wachsenden Bekanntheit stieg auch der Druck der Weißen auf die Indianer der Region. 1851 unterzeichneten einige Sioux-Völker Verträge, die sie verpflichteten, nach Westen auszuwandern und ihre angestammten Gebiete den Weißen zu überlassen. 1858 unterschrieben auch die Yankton, nachdem ihre Häuptlinge nach Washington gereist waren, wo sie das dauerhafte Recht erhielten, die Steinbrüche zu nutzen. Für sie wurden 650 Acres rund um die Steinbrüche bestimmt, etwa 263 Hektar. Das Volk zog rund 250 km nach Westen in eine Reservation im Dakota-Territorium,  nahe Fort Randall, im heutigen Charles Mix County, South Dakota.
1859 wurde das Gebiet vermessen und in der Karte das für die Yankton reservierte Land ausgewiesen. Die Regierung unternahm aber nichts, um die Steinbrüche zu schützen, als nach dem Vertragsschluss immer mehr Weiße in die Region strömten. 1862 gewann das Unternehmen Hubbell and Hawley größere Mengen Pfeifenstein, den es an verschiedene westliche Indianervölker gegen Bison-Leder eintauschte. Ab 1871 ließen sich die ersten Siedler nach dem Homestead Act in der Region nieder, einer davon ließ ein Grundstück innerhalb des indianischen Lands eintragen. 1876 gründeten sie die Stadt Pipestone in unmittelbarer Nähe zu den namensgebenden Steinbrüchen, die sich zu einem regionalen Handelszentrum entwickelte. Im selben Jahr entstanden die ersten Konflikte über das Gebiet der Indianer. 1880 fand ein massiver gewerblicher Abbau von Quarzit als Baumaterial knapp innerhalb des indianischen Gebiets statt. Außerdem gewann der Homesteader in der ersten Instanz seinen Prozess, obwohl auch er innerhalb des für die Yankton reservierten Landes gebaut hatte.

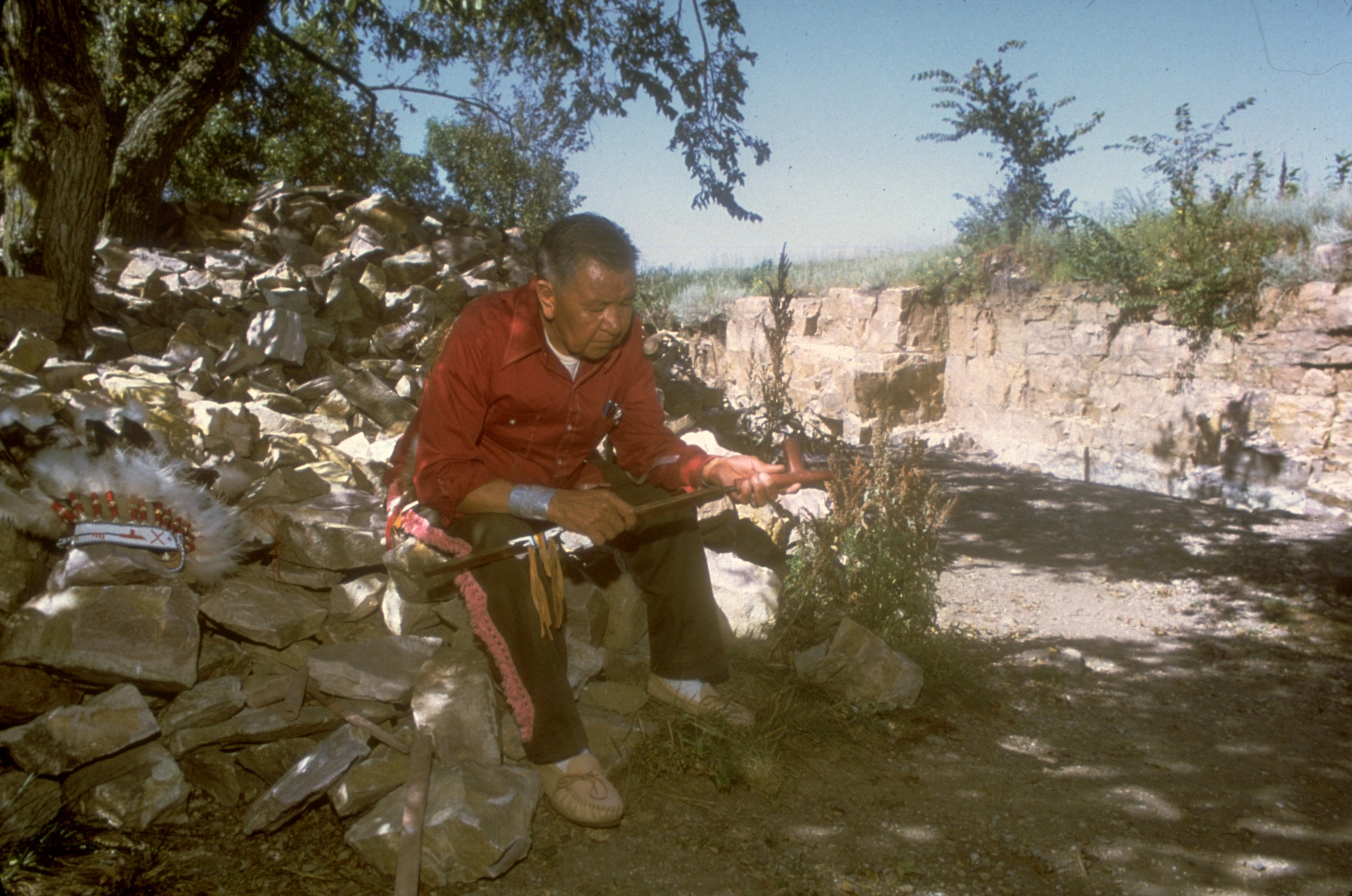
Sioux demonstrieren die Schnitzarbeiten beim Besucherzentrum

## Das National Monument heute
Der National Park Service reglementiert den Abbau von Catlinit in den 54 Gruben des Gebietes. Jeder nach Bundesrecht anerkannte Indianer in den Vereinigten Staaten kann eine Abbaugenehmigung beantragen. Es gibt einjährige Genehmigungen, die verlängert werden können, und kurzzeitige Genehmigungen für einen Monat, die in der Regel für den Eigenbedarf beantragt werden. Die Wartezeit beträgt etwa vier Jahre für temporäre Genehmigungen und sechs oder mehr Jahre für einen ganzjährigen Steinbruch.
Der Pfeifenstein wird ausschließlich in Handarbeit gewonnen. Dazu muss der stahlharte Quarzit ausgeschlagen werden, um an Catlinit heranzukommen. Die Gruben sind zwischen vier und sechs Meter tief.
Besucher finden im Visitor Center eine Ausstellung zur Geschichte und Kultur der Region und können indianischen Handwerkern bei Schnitzarbeiten zusehen. Die Gruben liegen in einer der ganz wenigen ursprünglichen und nie landwirtschaftlich genutzten Hochgras-Prärien Nordamerikas. Durch das Schutzgebiet fließt ein kleiner Fluss.